# Comté de Lassen
Pour les articles homonymes, voir Lassen.
Le comté de Lassen (en anglais : Lassen County) est un comté de l'État de Californie, aux États-Unis. Lors du recensement de 2020, sa population s'élève à 32 730 habitants. Son siège est Susanville. Il est situé à la frontière avec le Nevada, en Californie du Nord.

## Histoire
Le comté de Lassen est créé en 1864 à partir de territoires du comté de Plumas et du comté de Shasta. Son nom provient du pic Lassen qui a été appelé ainsi en l'honneur de Peter Lassen, trappeur connu et un des guides du général John C. Frémont. Il est tué par les Païutes à la base de la montagne en 1859. Le parc national volcanique de Lassen, ainsi que de nombreux lacs sont situés dans la comté.

## Géographie

### Villes et communautés
- Bieber
- Doyle
- Herlong
- Janesville
- Litchfield
- Madeline
- Milford
- Nubieber
- Ravendale
- Standish
- Susanville
- Termo
- Wendel
- Westwood

## Démographie
| 1870  | 1880  | 1890  | 1900  | 1910  | 1920  |
| ----- | ----- | ----- | ----- | ----- | ----- |
| 1 327 | 3 340 | 4 239 | 4 511 | 4 802 | 8 507 |

| 1930   | 1940   | 1950   | 1960   | 1970   | 1980   |
| ------ | ------ | ------ | ------ | ------ | ------ |
| 12 589 | 14 479 | 18 474 | 13 597 | 14 960 | 21 661 |

| 1990   | 2000   | 2010   | 2020   | - | - |
| ------ | ------ | ------ | ------ | - | - |
| 27 598 | 33 828 | 34 895 | 32 730 | - | - |

### Transport

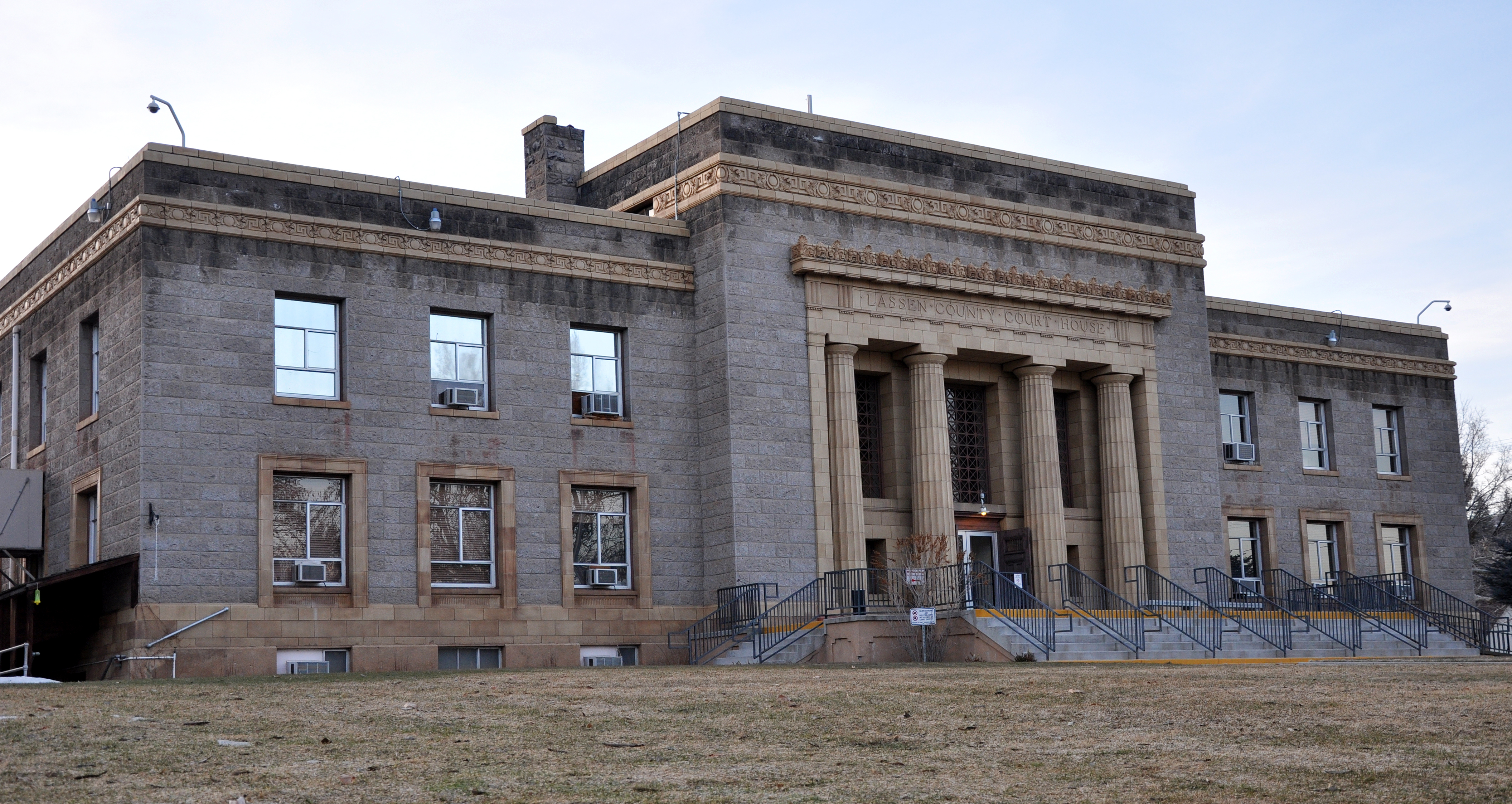
Cour de comté à Susanville.

- Cour de comté à Susanville. U.S. Highway 395
- California State Route 36
- California State Route 44
- California State Route 139
- California State Route 299